# كوينسي مورغان
كوينسي مورغان (بالإنجليزية: Quincy Morgan)‏ هو لاعب كرة قدم أمريكية أمريكي، ولد في 23 سبتمبر 1977 في غارلاند في الولايات المتحدة.

## وصلات خارجية
- كوينسي مورغان على موقع مرجع كرة القدم المحترفة.كوم (الإنجليزية)